# Гражина Шват-Гълъбова
Гражина Шват-Гълъбова (на полски: Grażyna Szwat-Gyłybowa) e полска българистка, литературна историчка.

## Биография
Гражина Шват-Гълъбова е професор във Варшавския университет и Полската академия на науките, литературовед, член на Научния съвет на Института по западно- и южнославянски филологии на Варшавския университет, през 2007 – 2011 г. – директор на Института по славистика при Полската академия на науките, главен редактор на списание Slavia Meridionalis.
Гражина Шват-Гълъбова е преводач на текстове на Боян Папазов, Антонина Желязкова и Желю Желев.

## Награди
- 1994 – диплом на Министъра на културата на Република България за заслуги към българската култура
- 1999 – диплом на Министъра на културата на Република България за заслуги към българската култура
- 2004 – почетен диплом на Българската академия на науките за заслуги към българистиката
- 2004 – медал „50 години славистика в Полската академия на науките“
- 2004 – награда на ректора на Варшавския университет
- 2005 – Сребърен кръст за заслуги към Полската република
- 2012 – Златен медал за продължителна служба

### Монографии
- W kręgu bułgarskiej groteski (o twórczości Jordana Radiczkowa). Slawistyczny Ośrodek Wydawniczy, Warszawa, 1991, ss. 121.
- Haeresis bulgarica w bułgarskiej świadomości kulturowej XIX i XX wieku. Warszawa: Slawistyczny Ośrodek Wydawniczy, 2005, ss. 335. ISBN 83-89191-33-4 [3]
  - Haeresis bulgarica в българското културно съзнание на XIX и XX век. Превод от полски Вера Деянова и Грета Коминек. София: УИ „Св. Климент Охридски“, 2010, 376 с. [4]

### Редакция и съставителство
- Kultura, język, komunikacja: problemy globalizacji i kultur narodowych (заедно с Анджей Маковиецки), Warszawa: Uniwersytet Warszawski. Wydział Polonistyki. Instytut Slawistyki Polskiej Akademii Nauk, 2001. ISBN 83-915364-1-6.
- Leksykon tradycji bułgarskiej. (съвм. с Евелина Джевиецка), Warszawa 2011, ss. 375. [5]

### Студии
- „Literatura jako narzędzie zła.“ В: Kategoria dobra i zła w literaturach słowiańskich, red. T. Dąbek – Wirgowa i A. Z. Makowiecki, Warszawa 1994, s. 121 – 126.
- „Literatura bułgarska po przełomie.“ Arkusz, czerwiec 2000, s. 1 – 2.
- „Bogomilstwo – wielki temat kultury bułgarskiej w prozie Emiliana Stanewa.“ В: Wielkie tematy kultury w literaturach słowiańskich, t. 6, red. I. Malej i Z. Tarajło-Lipowska, Wrocław 2004.
- „Wiedza lokalna i uniwersalna.“ Literatura na świecie, nr 3 – 4/2006, s. 138 – 148.